# NGC 5917
NGC 5917 is een spiraalvormig sterrenstelsel in het sterrenbeeld Weegschaal. Het hemelobject werd op 18 juli 1835 ontdekt door de Britse astronoom John Herschel.
Waarnemers in de Benelux kunnen, aan de hand van NGC 5917, op zoek gaan naar de gordel van geostationaire satellieten. De telescoop met volgmechanisme dient naar NGC 5917 gericht te worden, de geostationaire satellieten bewegen traag doorheen het beeldveld.

## Synoniemen
- MCG -1-39-2
- Arp 254
- IRAS 15188-0711
- PGC 54809